# 澤雷窪地

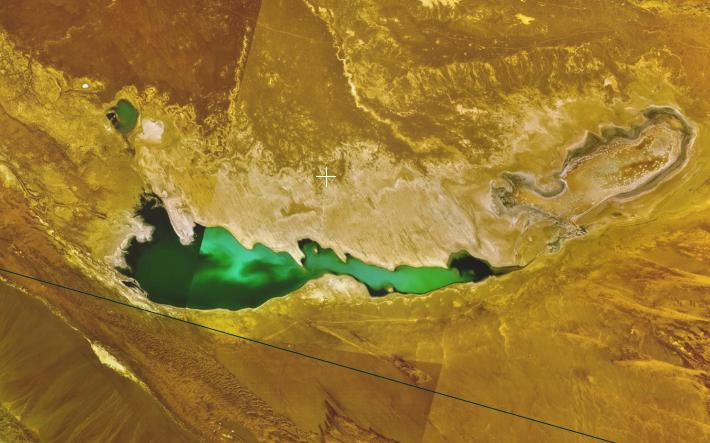

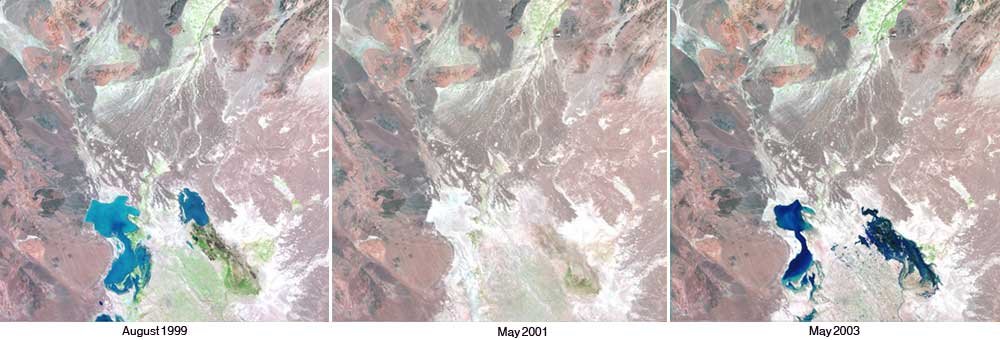

29°50′07″N 61°56′30″E / 29.83528°N 61.94167°E
澤雷窪地（波斯語：‎），是阿富汗的鹹水湖，位於該國南部錫斯坦地區，由尼姆魯茲省負責管轄，面積2,389平方公里，海拔高度467米，平均水深20至30米。